# Śalimar klaun
Śalimar Klaun (oryg. Shalimar the Clown) to powieść autorstwa Salmana Rushdiego, autora dzieł  Szatańskie Wersety i Dzieci północy, wydana w 2005 roku.
Śalimar Klaun został opublikowany we wrześniu 2005 roku, a wydanie książki przykuło uwagę z powodu poprzednich dokonań Salmana Rushdiego, w szczególności powieści Ostatnie westchnienie Maura oraz Dzieci północy. Śalimar Klaun zawdzięcza swój tytuł ogrodom Śalimar w Kaszmirze w sąsiedztwie Śrinagaru jednego z kilku Ogrodów Mogołów, które założone zostały w kilku częściach niepodzielonych Indii za czasów panowania Mogołów i istnienia ich Imperium na subkontynencie indyjskim. Śalimar jest pseudonimem jednego z bohaterów książki.
Śalimar Klaun został jednym z finalistów Whitbread Book Awards roku 2005.

## Miejsce akcji
Akcja powieści rozgrywa się częściowo w małej wiosce w Indiach w regionie Kaszmiru. Choć samo miejsce jest wytworem wyobraźni pisarza, ulokowane jest w rzeczywistym regionie, niedaleko od Śrinagaru.
Tytuł ma związek z bohaterem historii, Kaszmirczykiem o imieniu Śalimar, linoskoczkiem.

## Fabuła
Główna bohaterka, India, jest nieślubnym dzieckiem ambasadora Stanów Zjednoczonych w Indiach, Maximiliana Ophulsa. Choć wiele wątków i wydarzeń w książce ma miejsce w okolicach Kaszmiru, powieść rozpoczyna się w Los Angeles w Stanach Zjednoczonych. Max Ophuls, amerykański dyplomata pracujący w dolinie Kaszmiru, zostaje zamordowany przez swojego byłego szofera, Śalimara.
W trakcie powieści czytelnik jest przenoszony w różne miejsca z przeszłości, dowiaduje się o życiu Śalimara, pełnego uczuć, miłości i radości. Mieszkał on w kaszmirskiej wiosce Paćingamie. Zajmował się balansowaniem na linie, czym zasłużył sobie na miano Śalimara Klauna. Jako młodzieniec zakochał się w pięknej hinduskiej dziewczynie, Bunji Kaul. Starszyzna wioski wyraziła zgodę na ich ślub. Wszystko układało się dobrze do momentu, w którym okolicę odwiedził Max Ophuls, amerykański ambasador. Bunji spodobała się mu i przy pomocy swojego asystenta wynajął jej mieszkanie w Delhi. Skandal wybuchł, kiedy okazało się, że Bunji zaszła w ciążę, a Max został zmuszony do powrotu. Ich dziecko, India, zostało zabrane do Anglii przez żonę Maximiliana.
Śalimar był głęboko zakochany w Bunji i nie mógł przeboleć jej zdrady. Resztę swojego życia postanowił poświęcić zemście na ludziach, którzy stali się przyczyną jego nieszczęścia. Aby osiągnąć cel przyłączył się do organizacji walczącej w imię Dżihadu i został asasynem. Po powrocie Bunji do domu została zamordowana przez Śalimara.
Maximilian, bohater Francuskiego Ruchu Oporu podczas II Wojny Światowej, (zajmował się m.in. uwodzeniem niemieckich kobiet, dzięki czemu pozyskiwał cenne dla Ruchu informacje). Po jego zdemaskowaniu produkująca samochody kompania Bugatti wielce przysłużyła się w jego brawurowej ucieczce. Po latach stał się amerykańskim ambasadorem występując otwarcie przeciwko terroryzmowi, eufemistycznie dla krycia amerykańskich interesów. Śalimarowi z kolei udało się przedostać do Ameryki i pracować jako szofer Maxa przez pewien czas. Zabił go za co trafił do więzienia, skąd udało mu się zbiec. Aby dokończyć zemsty pozostała mu jeszcze India. Okazała się jednak od niego przebieglejsza i poniósł śmierć z jej ręki. Tym razem to India pomściła swoich rodziców. Powieść urywa się w tym miejscu.
Historia ta portretuje raj jakim był Kaszmir i sytuację, jakiej winni są politycy zamieniając tą piękną krainę na subkontynencie indyjskim w odosobnione miejsce w samym środku pola bitwy.

## Krytyczne interpretacje
Wielu czytelników i krytyków ocenia, że tytuł oraz temat powieści nie dotyczy dokładnie Kaszmiru; mimo tego, Kaszmir zajmuje centralny punkt w powieści.